# Maurice King (basket-ball)
Pour les articles homonymes, voir Maurice King et King.
Maurice « Maury » King, né le 1er décembre 1934 ou le 12 mars 1935 à Kansas City, dans le Missouri et mort le 17 septembre 2007 dans la même ville, est un ancien joueur américain de basket-ball. Il évolue durant sa carrière au poste d'arrière.

## Palmarès
- Champion NBA 1960
- Champion ABL 1963